# Accadde un'estate
Accadde un'estate (The Battle of the Villa Fiorita) è un film del 1965 diretto da Delmer Daves con Maureen O'Hara e Rossano Brazzi. Il film è tratto dal romanzo Villa Fiorita di Rumer Godden.

## Trama
Moira Clavering è un'ottima moglie e madre felice di due ragazzi, Michael e Debbie. Un giorno, durante un concerto, conosce e si innamora di Lorenzo Tassara, un affascinante pianista italiano. Quando la donna lascia marito e figli per andare a vivere con il suo nuovo amore nella sua grande villa sul Lago di Garda, Michael e Debbie fuggono di casa per raggiungerla.
Quando essi arrivano, Lorenzo telefona al loro padre e li informa che rimanderà a casa i due bambini. Tuttavia, Michael si ammala e Lorenzo è costretto ad ospitarli entrambi. Nel frattempo alla villa fa ritorno dall'Inghilterra Donna, la figlia di Lorenzo, anch'essa come gli altri due bambini per niente felice del nuovo interesse amoroso del padre. I tre bambini decidono così di allearsi con lo scopo di far naufragare la storia d'amore tra Moira e Lorenzo.

## Curiosità
- Si tratta dell'ultimo film diretto da Delmer Daves.
- È il primo film interpretato dall'attrice britannica Olivia Hussey, che sarà poi la protagonista in Romeo e Giulietta di Franco Zeffirelli.
- Il film è stato in parte girato sul Lago di Garda.